# Episodi di Archer (decima stagione)
La decima stagione della serie animata Archer, dal titolo Archer 1999, composta da 9 episodi, è andata in onda sul canale televisivo FXX, dal 29 maggio al 31 luglio 2019.
In Italia la stagione è stata resa interamente disponibile il 1º settembre 2019, dal servizio di video on demand Netflix.
| nº | Codice di produzione | Titolo originale                        | Titolo italiano           | Prima TV USA   | Pubblicazione Italia |
| -- | -------------------- | --------------------------------------- | ------------------------- | -------------- | -------------------- |
| 1  | XAR010001            | Archer: 1999 - Bort the Garj            | Bort il Garj              | 29 maggio 2019 | 1º settembre 2019    |
| 2  | XAR010002            | Archer: 1999 - Happy Borthday           | Buon compleanno, Bort!    | 5 giugno 2019  | 1º settembre 2019    |
| 3  | XAR010003            | Archer: 1999 - The Leftovers            | Avanzi                    | 12 giugno 2019 | 1º settembre 2019    |
| 4  | XAR010004            | Archer: 1999 - Dining with the Zarglorp | A cena con lo Zarglorp    | 19 giugno 2019 | 1º settembre 2019    |
| 5  | XAR010005            | Archer: 1999 - Mr. Deadly Goes to Town  | Mister Deadly va in città | 26 giugno 2019 | 1º settembre 2019    |
| 6  | XAR010006            | Archer: 1999 - Road Trip                | La gita                   | 10 luglio 2019 | 1º settembre 2019    |
| 7  | XAR010007            | Archer: 1999 - Space Pirates            | Pirati spaziali           | 17 luglio 2019 | 1º settembre 2019    |
| 8  | XAR010008            | Archer: 1999 - Cubert                   | Cubert                    | 24 luglio 2019 | 1º settembre 2019    |
| 9  | XAR010009            | Archer: 1999 - Robert De Niro           | Robert De Niro            | 31 luglio 2019 | 1º settembre 2019    |

## Bort il Garj
- Titolo originale: Archer: 1999 - Bort the Garj
- Scritto da: Adam Reed

### Trama
Dopo aver ricevuto un segnale di soccorso da parte di una nave vicina, Malory sveglia suo figlio Archer dal suo contenitore spaziale. Sempre opportunisti, Malory e Archer decidono di depredare il relitto, nella speranza che i pirati dello spazio si siano lasciati delle merci alle spalle. I due fanno così un salto spaziale sul luogo e tentano di attraccare la nave. Un aggancio turbolento però sveglia il resto dei membri dell'equipaggio che si oppongono fermamente al piano della coppia. Mentre stanno discutendo, una melma verde e viscida penetra dai cancelli della nave. La macchia verde si scoprirà poi essere un alieno terrorizzato da una minaccia sconosciuta.
- Guest star: Sam Richardson (Bort).
- Ascolti USA: telespettatori 450.000[4].

## Buon compleanno, Bort!
- Titolo originale: Archer: 1999 - Happy Borthday
- Scritto da: Adam Reed

### Trama
L'equipaggio, ora imprigionato, deve decidere chi combatterà nell'arena dei gladiatori. Nel frattempo Barry-6 discute faccia a faccia con la sua nemesi Archer.
- Guest star: Sam Richardson (Bort).
- Ascolti USA: telespettatori 286.000[5].

## Avanzi
- Titolo originale: Archer: 1999 - The Leftovers
- Scritto da: Mark Ganek

### Trama
Il sandwich avanzato di Pam rovina la cena di tutti, liberandosi dal frigo e deponendo le sue uova in giro per la nave.
- Ascolti USA: telespettatori 340.000[6].

## A cena con lo Zarglorp
- Titolo originale: Archer: 1999 - Dining with the Zarglorp
- Scritto da: Shane Kosakowski

### Trama
Dato che Archer e la squadra si trovano intrappolati nella pancia di un mostro, dove incontrano la superstite capitana Glenda Price, tocca a Cheryl, rimasta fuori nel suo caccia spaziale, trovare un modo per liberarli.
- Guest star: Jillian Bell (capitana Glenda Price).
- Ascolti USA: telespettatori 243.000[7].

## Mister Deadly va in città
- Titolo originale: Archer: 1999 - Mr. Deadly Goes to Town
- Scritto da: Mark Ganek

### Trama
L'equipaggio incontra un congegno apocalittico senziente, di nome Mr. Deadly, e decide di convincerlo a non farsi esplodere, facendogli trovare un nuovo scopo alla sua esistenza.
- Guest star: Matt Berry (Mr. Deadly), Thomas Lennon (Charles).
- Ascolti USA: telespettatori 286.000[8].

## La gita
- Titolo originale: Archer: 1999 - Road Trip
- Scritto da: Mike Arnold

### Trama
Un atterraggio d'emergenza in un remoto pianeta, causato da Archer, e la scoperta di alcuni cadaveri uguali ai membri dell'equipaggio, getta la squadra in un incubo esistenziale.
- Ascolti USA: telespettatori 253.000[9].

## Pirati spaziali
- Titolo originale: Archer: 1999 - Space Pirates
- Scritto da: Kelly Galuska

### Trama
La vista di una misteriosa nave pirata spaziale interrompe la discussione tra Lana e Archer, i quali decidono di abbordarla in cerca di tesori.
- Ascolti USA: telespettatori 262.000[10].

## Cubert
- Titolo originale: Archer: 1999 - Cubert
- Scritto da: Adam Reed e Tesha Kondrat

### Trama
La squadra carica a bordo un misterioso cubo spaziale che possiede delle strane capacità inspiegabili. Questo causa ad Archer delle strane allucinazioni, rendendolo incapace di distinguere cosa sia vero e cosa falso.
- Guest star: Michael Gray (se stesso).
- Ascolti USA: telespettatori 228.000[11].

## Robert De Niro
- Titolo originale: Archer: 1999 - Robert De Niro
- Scritto da: Adam Reed

### Trama
Archer, dopo aver ormai del tutto perso la ragione, subisce un processo sulla nave, poi interrotto, nel quale crede di essere difeso da Michael Gray. Solamente al termine dell'episodio e dopo aver affrontato numerose allucinazioni che non sono altro che ricordi della sua vita reale, Archer riesce a svegliarsi dal coma, scoprendo di aver dormito per tre lunghi anni.
- Guest star: Michael Gray (se stesso).
- Ascolti USA: telespettatori 251.000[12].